# Josep Lleó i Ventura
Josep Lleó i Ventura   (Vilanova i la Geltrú, segle XX) és un empresari i polític català. Fou vocal de la Jove Cambra de Vilanova i regidor de l'ajuntament de Vilanova i la Geltrú pel terç familiar el 1973. Tinent d'alcalde nomenat per Josep Piqué i Tetas, quan aquest va dimitir ocupà accidentalment l'alcaldia fins a les eleccions municipals de 1979, en les que fou escollit regidor dins les llistes de la Unió de Centre Democràtic, càrrec que va ocupar fins al 6 de setembre de 1982.